# Aglaonemateae
Aglaonemateae es una tribu de plantas con flores de la familia Araceae. Tiene los siguientes géneros:

## Géneros
- Aglaodorum Schott
- Aglaonema Schott